# Данда, Рауль
Рауль Мануэль Данда (порт. Raúl Manuel Danda; 13 ноября 1957, Кабинда, Ангола – 8 мая 2021, Луанда, Ангола) – ангольский политик. С 2008 по 2016 год являлся членом Национальной ассамблеи. С 2016 по 2021 являлся вице-президентом крупнейшей оппозиционной партии страны «Национальный союз за полную независимость Анголы» (УНИТА).

## Биография
Рауль Данда родился 13 ноября 1957 года в провинции Кабинда. Получил степень в области делового администрирования в Университете Лусиады. С 1985 по 2006 год журналистом компании «Голос сопротивления черного петуха», а затем на Национальном радио Анголы.
С 1991 по 1992 год работал директором по общей информации УНИТА. В 2006 году он провел почти месяц в тюрьме по обвинению в преступлениях против государственной безопасности. Несмотря на это, в 2008 году избран в качестве депутата в Национальную ассамблею Анголы. Переизбран в 2012 году.
Как киноактёр, Рауль Данда участвовал в нескольких мыльных операх и, как общественный активист, выделялся в местной правозащитной организации «Мпалабанда».
Скончался 8 мая 2021 года.

## Личная жизнь
- Дочь – Челси Динорат (порт. Chelsea Dinorath) – ангольская певица[4].